# Preh
Preh GmbH este o companie germană producătoare de componente auto din Bad Neustadt/Saale.
Pe plan mondial, Grupul Preh, activează cu un număr de peste 7.000 de angajați în Germania, România, Portugalia, Suedia, Mexic, USA și China . 
Compania a fost fondată în anul 1919 și a realizat în anul 2019 o cifră de afaceri de peste 1.509 milioane de euro .

## Preh în România
Deține o fabrică la Brașov, destinată producției de comutatoare multifuncționale pentru volan și pe sisteme de reglaj climatizare.
Fabrica de la Brașov are o suprafață de 4.700 m², fiind planificată extinderea treptată până la 11.000 m².
Fabrica se află în Parcul Industrial Brașov–Ghimbav, la limita vestică a orașului și a demarat producția în martie 2009.
Compania produce în fabrica din Ghimbav comutatoare multifuncționale pentru volan, comutatoare bloc lumini, sisteme de control al climei și elemente de comandă din consola centrală, clienții companiei fiind producătorii auto BMW, Volkswagen, Porsche, Skoda, Seat, Audi și Daimler.
Număr de angajați:
- 2013: 600 [3]
- 2012: 540 [4]

R&D
Sediul din Iași a fost inaugurat in martie 2017 . Activitatea inginerilor din Iași se axează pe dezvoltarea produselor Human Machine Interface și Electromobility pentru clienți premium precum Mercedes, BMW, Audi, Porsche, Rolls Royce, Ferrari, VW. În 2021 compania a depășit 100 de angajati, specialiști in domeniile software, hardware development, mechanical design. 

Preh GmbH are o experiență de mai bine de 10 ani în piața Electromobility, având în portofoliu: convertoare DC/DC, boostere, sisteme de încărcare a bateriei de 800 V pentru vehicule electrice, dar și soluții pentru managementul  bateriei.
La sediul firmei din Iași exista și o statie de încărcare pentru mașini electrice.